# Elapomorphus
Elapomorphus — рід змій родини полозових (Colubridae). Представники цього роду є ендеміками Бразилії.

## Види
Рід Elapomorphus нараховує 2 види:
- Elapomorphus quinquelineatus (Raddi, 1820)
- Elapomorphus wuchereri Günther, 1861

## Етимологія
Наукова назва роду Elapomorphus походить від сполучення слів дав.-гр. ελλοψ — різновид змії і μορφη — форма, вигляд.